# Bosquerola d'orelles negres
La bosquerola d'orelles negres (Basileuterus melanotis) és un ocell de la família dels parúlids (Parulidae).

## Hàbitat i distribució
Habita el sotabosc de la selva pluvial, vegetació secundària i matolls de les muntanyes de Costa Rica i oest de Panamà.